# كليفلاند ويليامز
كليفلاند ويليامز (بالإنجليزية: Cleveland Williams)‏ مواليد 6 يونيو 1933 في الولايات المتحدة - الوفاة 3 سبتمبر 1999، كان ملاكم أمريكي سابق صنّف ضمن فئة الوزن الثقيل.

## إحصائيات
خاض خلال مسيرته 92 نزالا، فاز في 78 وتعادل في 1 وخسر في 13. فاز بالضربة القاضية في 58 نزالا.

## روابط خارجية
- كليفلاند ويليامز على موقع بوكس ريك (الإنجليزية) (registration required)